# BMW・B48エンジン
BMW・B48エンジンは、BMWが製造している2.0 L直列4気筒ガソリンエンジンである。

## 概要
N20エンジンの後継機であり、1気筒あたりの排気量を500 ccとしたBMWの新世代モジュラーエンジンファミリーの核となるエンジンである。
本機のディーゼル版であるB47、並びに直列3気筒版のB37/B38、直列6気筒のB57/B58（いずれも下一桁7はディーゼルエンジン）とボア、ストローク、ボアピッチが共通で、シリンダーブロックや補気類も共用化されている。
ECUなどのチューニングの違いにより4機種が存在し、2014年に登場したF54 - 57/F60型ミニを皮切りに、各モデルに順次搭載されている。
N20エンジンよりロングストロークとなったが、BMWのエンジンの中核技術（ツインスクロール・ターボ、燃料筒内直接噴射、可変バルブタイミング＆リフトであるバルブトロニック、ダブルVANOS）をN20エンジンと同様に全て搭載している。縦置きと横置きの両方が可能で横置きがB48A型、縦置き縦置きがB48Bと呼称される。
排気ポートからタービンへの経路にあたるエキゾーストマニホールドは、排気干渉を避けるために1/4番気筒と2/3番気筒用の経路で分割されている。インタークーラーは空冷を採用する。縦置きの場合、タービンはエンジンの向かって右側面の前方に配置され、やや前下がりにマウントされる。横置きの場合は、タービンはエンジンの後方にマウントされる。

## エンジン仕様
| エンジン型式 | 排気量            | ボアストローク | 最高出力                                                                                    | 最大トルク                                                                        |
| ------------ | ----------------- | -------------- | ------------------------------------------------------------------------------------------- | --------------------------------------------------------------------------------- |
| B48B20A      | 2.0 L (1,998 cm³) | 82.0 × 94.6    | 135 kW (184 PS) / 5,000 – 6,500 rpm                                                         | 290 Nm / 1,350 – 4,250 rpm                                                        |
| B48A20A      | 2.0 L (1,998 cm³) | 82.0 × 94.6    | 141 kW (192 PS) / 5,000 rpm (F45/F46/F48/F54) 141 kW (192 PS) / 4,700 – 6,000 rpm (F55/F56) | 280 Nm / 1,250 – 4,600 rpm (F45/F46/F48/F54) 280 Nm / 1,250 – 4,750 rpm (F55/F56) |
| B48A20B      | 2.0 L (1,998 cm³) | 82.0 × 94.6    | 170 kW (231 PS) / 5,000 rpm (F45/F46/F48) 170 kW (231 PS) / 5,200 - 6,000 rpm (F55/F56)     | 320 Nm / 1,250 – 4,800 rpm (F55/F56) 350 Nm / 1,250 – 4,500 rpm (F45/F46/F48)     |
| B48B20B      | 2.0 L (1,998 cm³) | 82.0 × 94.6    | 185 kW (252 PS) / 5,200 – 6,500 rpm (F30/F31) 190 kW (258 PS) / 5,000 – 6,500 rpm (G11/G12) | 350 Nm / 1,450 – 4,800 rpm (F30/F31) 400 Nm / 1,550 – 4,400 rpm (G11/G12)         |
| B48A20E      | 2.0 L (1,998 cm³) | 82.0 × 94.6    | 225 kW (302 hp) / 5,000 – 6,250 rpm (F39)                                                   | 450 N⋅m (332 lb⋅ft) / 1,750 – 4,500 rpm (F39)                                     |

- 4文字目のアルファベットは、A: 横置きFF用、B: 縦置きFR用を表す。
- 7文字目のアルファベットは、A: スタンダードパワー、B: ハイパワーを表す。E: さらなる高出力バージョンが追加

## 搭載車種

### 135 kW (184 PS)
- F30/F31型 320i（2015年-）[3]
- F32/33/36型[注釈 1] 420i（2016年-）
- F30型 330e（2015年-）
- F22型 220i（2016年-）

### 141 kW (192 PS)
- F45型 220i アクティブツアラー（2014年-）[注釈 2]
- F46型 220i グランツアラー（2015年-）[4]
- F48型 X1 sDrive20i[注釈 2]/xDrive20i（2015年-）[5]
- F54型 ミニ クーパーS クラブマン（2015年-）
- F55/F56型 ミニ クーパーS（2014年-）
- F57型 ミニ クーパーS カブリオレ（2016年-）

### 145 kW (197 PS)
- トヨタ・GRスープラ SZ（2019年-）

### 170 kW (231 PS)
- F45型 225i アクティブツアラー（2014年-）[6]
- F48型 X1 xDrive25i（2015年-）[7]
- F55/F56型 ミニ ジョン・クーパー・ワークス（JCW） （2015年-）

### 185 kW (252 PS)
- F30/F31型 330i（2015年-）[8]
- F32/33/36型[注釈 1] 430i（2016年-）

### 190 kW (258 PS)
- G11/G12型 730i/Li（2016年-）[注釈 2]
- トヨタ・GRスープラ SZ-R（2019年-）
- モーガン・プラス4（2021年-）

### 225 kW (302 PS)
- F39型 X2 M35i（2019年-）[9]
- F40型 1シリーズM135i xDrive（2019年-）
- F44型 2シリーズグランクーペ M235i xDrive（2019年-）
- F54型 ミニ ジョンクーパー ワークス クラブマン（2019年-）
- F56型 ミニ ジョンクーパー ワークス GP（2019年）
- F60型 ミニ ジョンクーパー ワークス クロスオーバー（2019年-）